# Klampenborg
Klampenborg Koppenhága egy északi elővárosa az Øresund partján, Taarbæk és Skovshoved között. Tőle északnyugatra terül el a Dyrehavsbakken, amelynek egy kapuját róla nevezték el.

## Közlekedés
Itt van a végállomása az S-tog Klampenborgbanen nevű vonalának. Az S-toggal párhuzamosan fut a nagyvasút Kystbanen nevű vonala (Koppenhága – Helsingør), amelynek itteni állomását 1864-ben adták át.

## Kultúra
Klampenborgban található a Bellevue Teatret, amelynek 1937-ben átadott épületét Arne Jacobsen tervezte. Az ő nevéhez fűződik a Bellavista lakónegyed is.

## Fordítás
- Ez a szócikk részben vagy egészben a Klampenborg című dán Wikipédia-szócikk ezen változatának fordításán alapul.  Az eredeti cikk szerkesztőit annak laptörténete sorolja fel. Ez a jelzés csupán a megfogalmazás eredetét és a szerzői jogokat jelzi, nem szolgál a cikkben szereplő információk forrásmegjelöléseként.